# E853
E853 eller Europaväg 853 är en europaväg som går från Saranda i Albanien till Ioánnina i Grekland.

## Sträckning
Saranda - Ioánnina

## Standard
Vägen är landsväg hela sträckan. 

## Anslutningar till andra europavägar
- E90
- E92
- E951